# Saul Tigh
Saul Tigh to postać fikcyjna, bohater serialu Battlestar Galactica. W tę rolę wcielił się aktor Michael Hogan.

## Życiorys

### Atak Cylonów
W czasie ataku Cylonów na planety Dwunastu Kolonii pułkownik Tigh pełnił służbę jako Oficer Wykonawczy (XO - Executive Officer) na statku Battlestar Galactica. Pułkownik często wyładowywał swoją złość na członkach załogi, pozostając w konflikcie z niepokorną Karą Thrace. Jego przyjaciel i dowódca, William Adama odnalazł wśród ocalałych ludzi Ellen Tigh, żonę Saula. Obecność Ellen sprawiła, że Tigh powrócił do nałogu alkoholowego. 
Kiedy Laura Roslin sprzeciwiła się rozkazom Adamy, wysyłając Starbuck na planetę Caprica, Tigh dostał rozkaz aresztowania jej. Wówczas Lee Adama groził mu bronią, za co został aresztowany wraz z panią prezydent.
Gdy komandor Adama został postrzelony przez Sharon Valerii, Tigh objął dowództwo floty. Podejmował fatalne decyzje pod wpływem rad swojej żony (np. rozwiązanie Rady Dwunastu Kolonii). Nie potrafił sprostać ciężkiej sytuacji we flocie. Na statku Gideon wybuchł bunt, a konflikt został zażegnany dopiero po powrocie Adamy.

### New Caprica
Po zasiedleniu nowej planety Tigh nie chciał osiedlać się na niej. W czasie okupacji znalazł się jednak na jej powierzchni. Wraz z Andersem i Tyrolem stanął na czele ruchu oporu. Był torturowany przez Cylonów w wyniku czego stracił oko. Gdy dowiedział się, że jego żona była kolaborantką postanowił ją zabić.

### Prawdziwa natura
Pułkownik Tigh był jednym z członków załogi słyszących tajemniczą muzykę. Okazało się, że Tigh jest jednym z piątki ukrytych, humanoidalnych Cylonów.